# Atenango del Río
Atenango del Río là một đô thị thuộc bang Guerrero, México. Năm 2005, dân số của đô thị này là 7648 người.